# Charles de la Boische

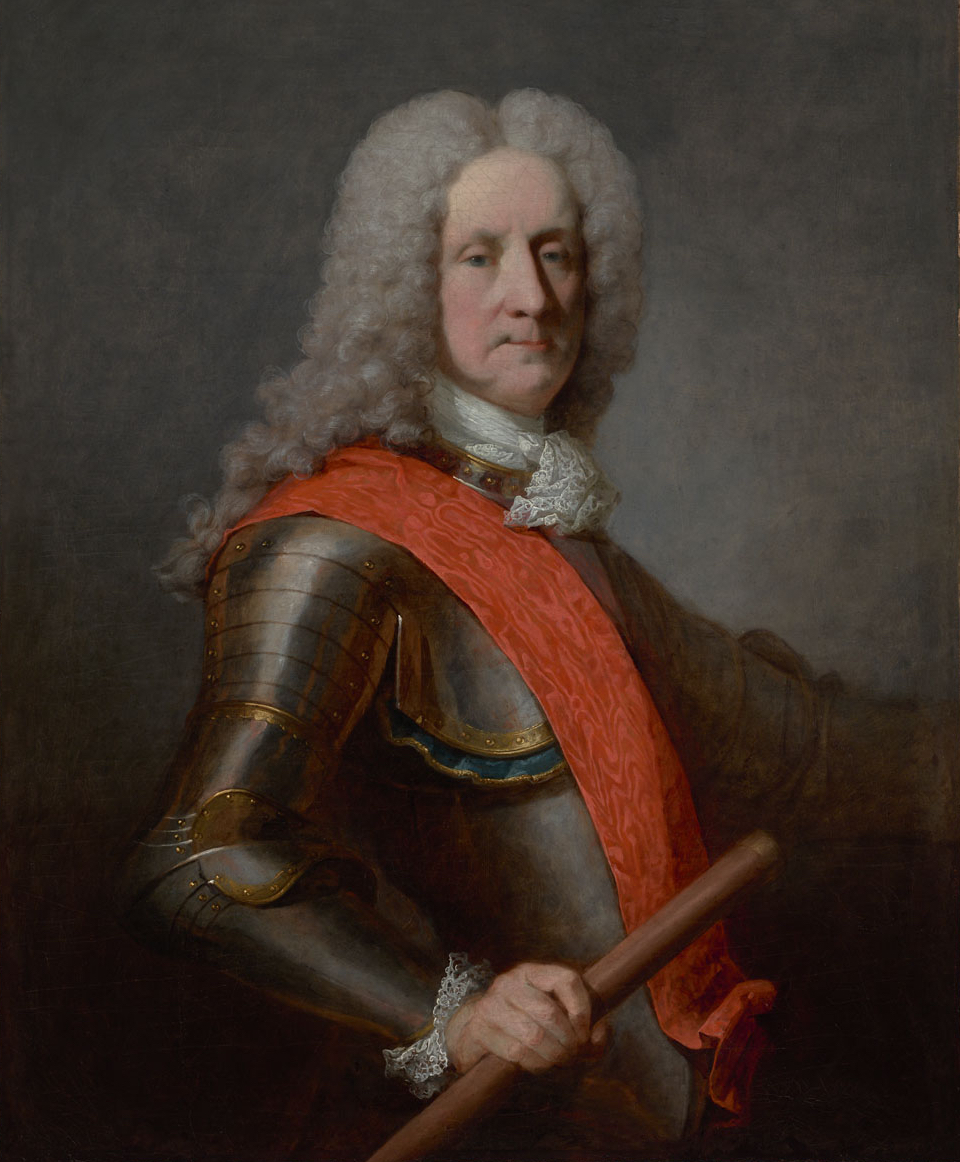
Charles de la Boische

Charles de la Boische, Marquis de Beauharnais (getauft 12. Oktober 1671 in Chilleurs-aux-Bois bei Orléans, Frankreich; † 12. Juli 1749 in Paris, Frankreich) war ein französischer Adliger, Marineoffizier und von 1726 bis 1746 Gouverneur von Neufrankreich.

## Leben
Charles de la Boische stammt aus dem französischen Adelsgeschlecht der Beauharnais.